# Dampierre-au-Temple
Dampierre-au-Temple är en kommun i departementet Marne i regionen Grand Est (tidigare regionen Champagne-Ardenne) i nordöstra Frankrike. Kommunen ligger i kantonen Suippes som tillhör arrondissementet Châlons-en-Champagne. År 2022 hade Dampierre-au-Temple 270 invånare.

## Befolkningsutveckling
Antalet invånare i kommunen Dampierre-au-Temple
| Referens: INSEE |